# أحمد مغربي
أحمد مغربي هو لاعب كرة قدم لبناني، ولد في 2 ديسمبر 1983 في طرابلس في لبنان.

## وصلات خارجية
- أحمد مغربي على موقع ناشيونال فوتبول تيمز (الإنجليزية)
- أحمد مغربي على موقع Soccerway.com (الإنجليزية)
- أحمد مغربي على موقع كووورة